# 1063
El 1063 (MLXIII) fou un any comú començat en dimecres del calendari julià.

## Esdeveniments
- Comença la construcció de la catedral de Pisa.[1]
- Es congela el riu Tàmesi durant 14 setmanes per un hivern molt rigorós.[2]